# Alt-Heidelberg (film, 1923)
Old Heidelberg (1915) de John Emerson
Pour plus de détails, voir Fiche technique et Distribution.
Alt Heidelberg (en français : Vieil Heidelberg) est un film allemand réalisé par Hans Behrendt, sorti en 1923.
Il s'agit d'une adaptation de la pièce Vieil Heidelberg (de) de Wilhelm Meyer-Förster (de).

## Synopsis
Le prince héritier Karl Heinz von Sachsen-Karlsburg veut profiter de sa vie d'étudiant à Heidelberg. Il a avec lui le triste Dr. Jüttner qui doit veiller à ce qu'il soit digne de son rang et se concentre sur ses études. Karlheinz rejoint la Studentenverbindung Corps Saxonia et fait la connaissance de Kätchen, la nièce de l'aubergiste chez qui il réside. Ils tombent amoureux l'un de l'autre.
Après seulement quatre mois, la raison d'État met fin à cette existence insouciante, un message surprenant arrivant de la Principauté : le père est gravement malade, son fils doit gouverner et donc abandonner Käthi et Heidelberg. Le Dr. Jüttner reste et meurt peu après à Heidelberg. Le prince n'a pas oublié la ville sur le Neckar et, bien qu'il ait dû se marier à une femme noble, Käthi lui manque encore. Quand il se rend à Heidelberg, il veut rencontrer non seulement ses anciens camarades mais surtout son amour de jeunesse.

## Fiche technique
- Titre : Alt Heidelberg
- Réalisation : Hans Behrendt
- Scénario : Hans Behrendt
- Musique : Marc Roland
- Direction artistique : Ernő Metzner
- Photographie : Guido Seeber
- Producteur : Arzén von Cserépy
- Société de production : Cserépy-Film Co. GmbH
- Pays d'origine :  République de Weimar
- Langue : allemand
- Format : Noir et blanc - 1,33:1 - 35 mm
- Genre : romantique
- Durée : 93 minutes
- Dates de sortie :
  -  République de Weimar : 15 mars 1923.
  -  Finlande : 21 octobre 1923.

## Distribution
- Paul Hartmann : Le prince Karl Heinz
- Eva May : Kätchen
- Werner Krauss : Dr. Jüttner
- Eugen Burg : Lutz, le majordome
- Eugen Rex (de) : Kellermann, le secrétaire de la Studentenverbindung
- Victor Colani (de)
- Willy Prager
- Karl Harbacher
- Fritz Wendhausen

## Source de traduction
- (de) Cet article est partiellement ou en totalité issu de l’article de Wikipédia en allemand intitulé « Alt Heidelberg (1923) » (voir la liste des auteurs).